# Sobasina alboclypea
Espèce
Sobasina alboclypea est une espèce d'araignées aranéomorphes de la famille des Salticidae.

## Distribution
Cette espèce est endémique de Kolombangara aux Salomon,.

## Description
Le mâle holotype mesure 3,7 mm. Cette araignée est myrmécomorphe.

## Publication originale
- Wanless, 1978 : A revision of the spider genus Sobasina (Araneae: Salticidae). Bulletin of the British Museum (Natural History) Zoology, vol. 33, no 4, p. 245-257 (texte intégral).